# Триселенид бария
Триселенид бария — бинарное неорганическое соединение
бария и селена
с формулой BaSe3,
кристаллы.

## Получение
- Сплавление стехиометрических количеств чистых веществ:

{\displaystyle {\mathsf {Ba+3Se\ {\xrightarrow {500-700^{o}C}}\ BaSe_{3}}}}

## Физические свойства
Триселенид бария образует кристаллы
тетрагональной сингонии, пространственная группа P 421m, параметры ячейки a = 0,72802 нм, c = 0,42495 нм, Z = 2,
структура типа трисульфида бария BaS3
.
Соединение образуется по перитектической реакции при температуре 760 °С.